# A Global Affair
A Global Affair is een Amerikaanse filmkomedie uit 1964 onder regie van Jack Arnold.

## Verhaal
Frank Larrimore leidt het departement vrouwenrechten van de VN. Nadat hij op de radio een pleidooi heeft gehouden voor een menswaardig bestaan voor ieder kind, laat een moeder haar baby achter in het hoofdkwartier van de VN. Hij neemt de zorg voor het kind op zich, totdat de moeder kan worden gevonden.

## Rolverdeling
| Acteur             | Personage                 |
| ------------------ | ------------------------- |
| Bob Hope           | Frank Larrimore           |
| Michèle Mercier    | Lisette                   |
| Elga Andersen      | Yvette                    |
| Yvonne De Carlo    | Dolores                   |
| Miiko Taka         | Fumiko                    |
| Robert Sterling    | Randy Sterling            |
| Nehemiah Persoff   | Staatssecretaris Segura   |
| John McGiver       | Mijnheer Snifter          |
| Jacques Bergerac   | Guy Duval                 |
| Mickey Shaughnessy | Politieagent Dugan        |
| Liselotte Pulver   | Sonya                     |
| Baby Monroe        | Nonnie                    |
| Rafer Johnson      | Nigeriaanse afgevaardigde |
| Georgia Hayes      | Jean                      |
| Hugh Downs         | Nieuwslezer               |